# Momentos privados
Momentos privados (título original: Private Moments) es una película británica de drama y romance de 2005, dirigida por Jag Mundhra, que a su vez la escribió junto a Carl Austin, musicalizada por Pravin Mani, en la fotografía estuvo Chandra Mouli y los protagonistas son Aruna Shields, Luke Goss y Natasja Vermeer, entre otros. El filme fue realizado por Private Moments Ltd. y se estrenó el 12 de mayo de 2005.

## Sinopsis
Serena tiene un programa de radio a la noche en London Talk Radio. La audiencia ha bajado y solo le quedan dos semanas para mejorar la situación o la gerencia pondrá música de ascensor. Además, cumple 27 años y sus tres amigas organizan una noche de chicas en la que juegan Verdad o reto. Todas menos una escoge "verdad", y al terminar la noche, lo que dijo cada una puede darle a Serena una idea para que evite perder su trabajo y también la ayude en su vida privada.